# Cheiramiona akermani
Cheiramiona akermani là một loài nhện trong họ Miturgidae.
Loài này thuộc chi Cheiramiona. Cheiramiona akermani được George Newbold Lawrence miêu tả năm 1942.